# Гостролуччя
Гостролу́ччя — село в Україні, у Баришівській селищній громаді Броварського району Київської області.
Розташоване в центрі району за 40 км від районного центру — міста Бровари, за 12 км від залізничної станції Баришівка та за 65 км від Києва.
Лежить на лівому березі р. Трубіж, за 3 км від неї на схід.
Населення — 945 осіб, 730 дворів (на 1 січня 2007 року).
Назва «Гостролуччя» походить від слів «гострий лук». Колись річка Довга зі сходу, витікаючи із району села Рудницьке, впадала в Трубіж, який тут робив крутий поворот зі сходу на південь, від чого утворювався виступ у берегах обох річок у формі гострого луку. Поясняється така назва місцем розташування первинного поселення перших мешканців.

## Історія

### XVI—ХІХ століття
Перша згадка про село датується 1590 роком.
В описі майна Старо-Троїцької церкви, ліквідованої 1777 року, знайдено згадку про церковний дзвін 1612 року, вилитий за гроші гостролуцького козака Матвія Полоцького. Це свідчить про існування на той час у селі церкви. А оскільки церкви будувалися в селах із значним населенням, то ймовірно, що воно було засноване приблизно в 1-й половині XVI століття.
З інших джерел відомо, що Гостролуцький шлях починався біля перевозу через Дніпро в районі Дарниці біля храму Воскресіння Господнього, заснованого 1538 року.
Спочатку село належало Станіславу Жолкевському, а після його загибелі 1621 року перейшло до його дочки Софії, що вийшла заміж за Даниловича.
На початку 18 століття село належало відомій козацько-старшинській родині Мировичів (його навіть згадано в історичному романі Г. Данилевського «Мирович»). За наказом Петра I 1717 року Гостролуччя відібрали в Мировичів, які 1709 року емігрували разом із Іваном Мазепою, та передали у власність колишнього правобережного полковника Григорія Іваненка. Пізніше його онук, теж Григорій, останній полковник Полтавський (а потім бригадир російської армії), закріпачив посполитих мешканців села.
За козаччини, до 1781 року село Гостролуччя було у складі Баришівської сотні Переяславського полку.
Зі скасуванням козацького полкового устрою, село перейшло до складу Остерського повіту Київського намісництва. За описом 1787 року у Гостролуччі було 874 душі, село у володінні полковника Андрея і поручника Майсея Іваненка.
Є на мапі 1800 року.
Від початку XIX ст. Гостролуччя вже у складі Переяславського повіту Полтавської губернії.
1885 — відкрили церковно-парафіяльну школу для хлопчиків, яка знаходилася в селянській хаті.

### ХХ століття
У 1906 році збудовано земську школу (збереглася).
Крім того на початку 20 століття почала функціонувати земська лікарня на 10 ліжок.
1910 року - село Баришівської волості Переяславського повіту Полтавської губернії, 461 господарство, 2420 мешканців.
У радянський час село постраждало від примусової колективізації та Голодомору 1932-193З років, проведених радянським урядом. 1930-х рр. в селі діяли 4 колгоспи («Більшовик», «Комсомолець», ім. Ілліча, ім. Ворошилова), 1950 року об'єднані в один колгосп «Більшовик».
З початком колективізації у 1929 році селян примусово заганяють до колгоспів. Зимою 1929 року в селі створюється перший колгосп під назвою «Комсомолець», проте через низький ентузіазм місцевого населення через деякий час він розпався. Місцеве селянство активно саботувало ініціативу комуністичної влади і навіть попри те, що на початку 1930 року була спроба створення нового колгоспу під попередньою  назвою, він не зміг зібрати більше, ніж 30 дворів. Наприкінці 1932 року у селі створили ще один колгосп – імені Ілліча, а у 1933 році третій –  імені Ворошилова. Проте незацікавленість колгоспників у результатах праці через відсутність обліку і належної оплати праці призвела до зниження врожайності та вкрай низької продуктивності тваринництва. У всіх невдачах колгоспів влада звинувачувала «куркулів», застосовуючи проти них репресії. Встановлено 33 сім’ї, які в ті часи були розкуркулені, проте це число неповне. Як реакція на опір місцевого населення колективізації розпочалося примусове вилучення хліба. Відтак у селі розпочався голод.
Досі невідоме точне число жертв голодомору в Гостролуччі. Лише за вцілілими архівними даними з кінця грудня 1931 року до 5 червня 1932 року в селі загинуло голодною смертю 25 осіб. Серед них 16 дітей.  Старожили села Рудь М.Н., Гирмон Н.І., Гаркавенко В.А., Тешенко  Н.Г., Чумак  А.М., Кальченко  М.П. та  інші засвідчили, що протягом зими і першої половини 1933 року ця цифра збільшилась щонайменше   вдесятеро. Очевидцями геноциду було встановлено прізвища 244 осіб, які загинуло голодною смертю.
1935 — збудовано перший сільський клуб, 1953 — новий, на 150 місць зі сценою, кімнатою для гуртків, бібліотекою (10 тис. книг). 1989 — відкрили двоповерховий будинок культури на 350 місць і бібліотеку з читальним залом.
У 1947-1971 рр. у селі діяла дільнична лікарня, після 1971 — медамбулаторія з аптекою при ній.
1969 — колгосп «Більшовик» об'єднали з колгоспом ім. Паризької комуни в радгосп «Більшовик». За час існування радгоспу було збудовано радгоспну контору, добудовано молочнотоварні ферми з кормоцехами, два будинки тваринника, будинок механізатора, комплекс приміщень автопарку, два гуртожитки, їдальню, два літні табори ферми, зрошувальну систему на ставках с. Довге.
17 липня 2020 року, в результаті адміністративно-територіальної реформи та ліквідації Баришівського району, село увійшло до складу Броварського району.

### Період Незалежності
1991 — головні вулиці села заасфальтовано.
2003 — село газифіковане.
До 12 червня 2020 року було центром Гостролуцької сільської ради.

## Населення
Згідно з переписом УРСР 1989 року чисельність наявного населення села становила 1404 особи, з яких 585 чоловіків та 819 жінок.
За переписом населення України 2001 року в селі мешкало 1075 осіб.

### Мова
Розподіл населення за рідною мовою за даними перепису 2001 року:
| Мова       | Відсоток |
| ---------- | -------- |
| українська | 99,26 %  |
| російська  | 0,74 %   |

## Пам'ятки історії та архітектури
- Свято-Троїцька церква (збереглися мури), побудована в 1784-1787 роках з благословення й дозволу єпископа Переяславського і Бориспільського Іларіона на особисте клопотання бригадира Григорія Григоровича Іваненка на місці старої дерев'яної[4], яка простояла 200 років. З 1930-х рр. до 1957 р. у приміщенні була крамниця, з 1965 — Гостролуцьке споживче товариство (існувало до 1970-х років).
- Пам'ятник мешканцям села, воїнам Радянської Армії, які загинули в роки Великої Вітчизняної війни.
- Свято-Миколаївський храм із дзвіницею — входить до переліку пам'яток архітектури. Збудований у 1827–1836 рр. (замість церкви[13], знищеної вогнем 1805 року) з благословення і дозволу тодішнього єпископа Полтавського і Переяславського Георгія Ящуржинського (Гедеона) коштом полковниці Катерини Петрівни Лаузберг. Ім'я поміщика Карла Івановича Лаузберга також вказане на табличці біля входу в храм. Кажуть, що автором проекту цієї споруди був Джакомо Кваренгі.
- Земська школа (1906; навчалося 150—200 дітей) — тепер Гостролуцька загальноосвітня школа І-ІІІ ступенів.
- Гамазей — побудований із дубового дерева 1912 року. Використовували під склад для зберігання та переробки зернових культур, був розібраний на дошки (до 2010 року).
- Поселення ІІІ-І тисячоліть до н. е. в урочищі Остролівка.
- Курган ІІІ—ІІ тисячоліть до н. е.

## Галерея

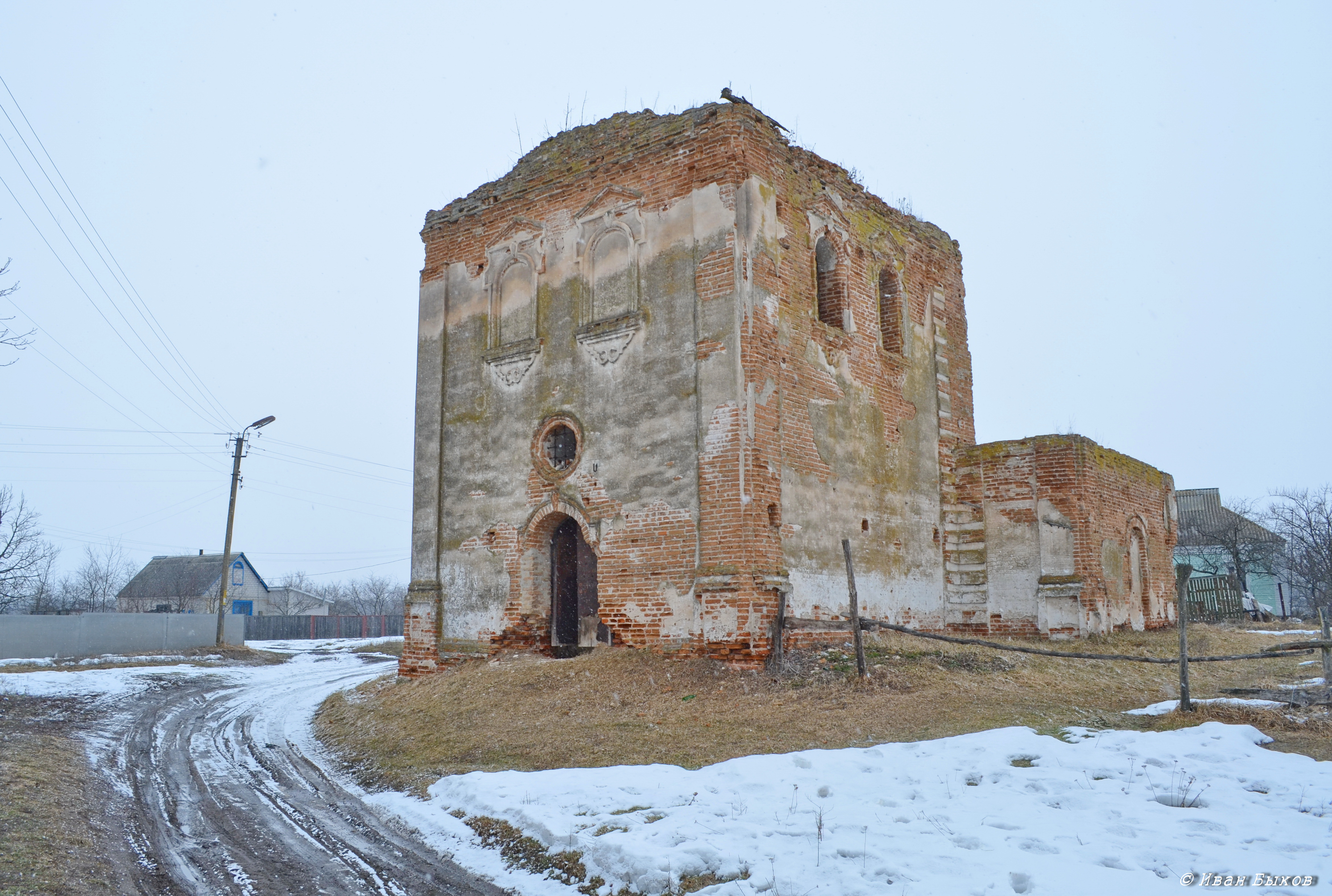
Свято-Троїцька церква (1784-1787)
Миколаївська церква (1827-1836)
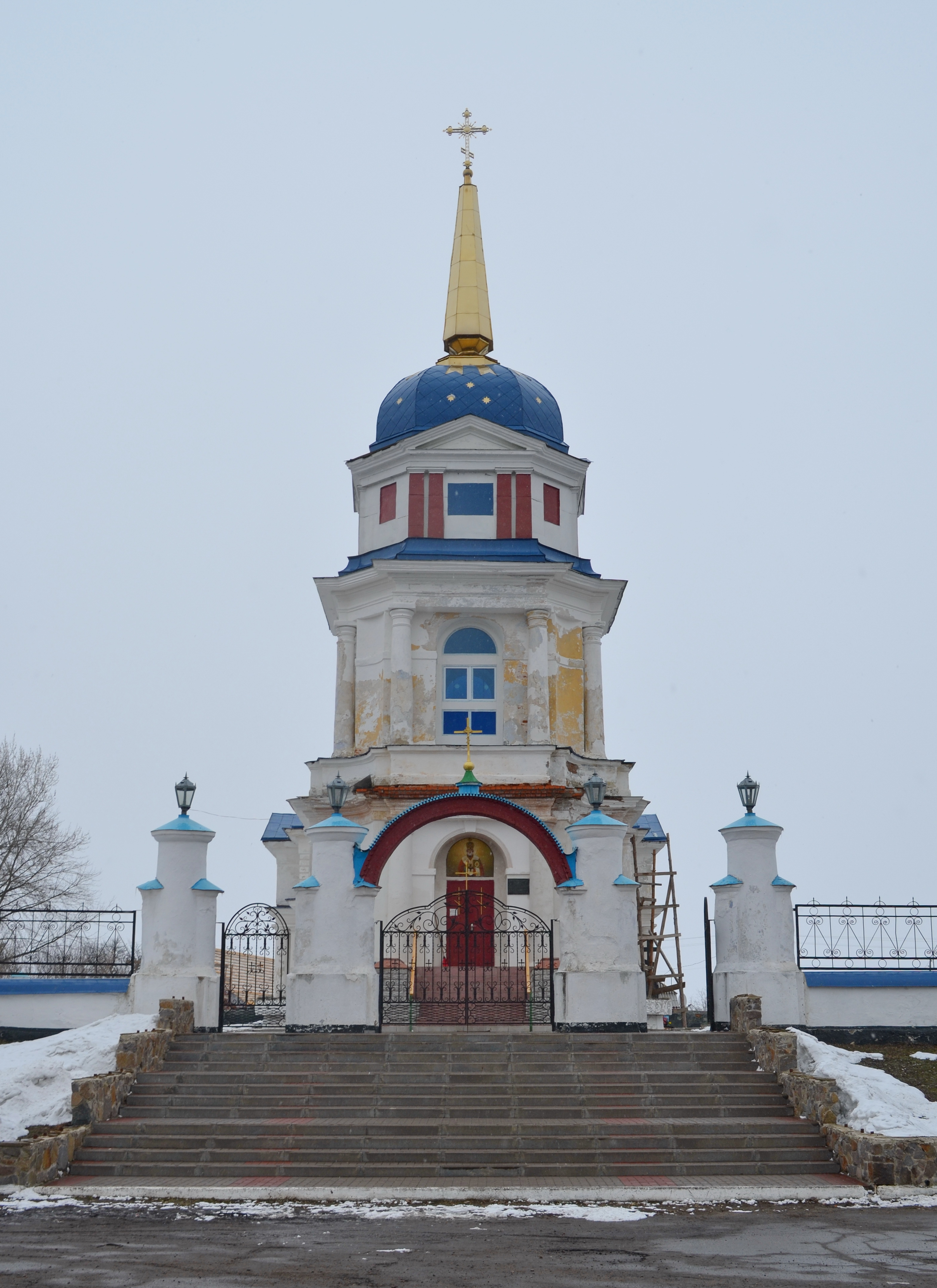
Дзвінниця Миколаївської церкви (1827-1836)
Пам'ятник мешканцям села, які загинули в роки Великої Вітчизняної війни

## Відомі люди
- Гаркавенко Євген Миколайович (1979—2014) — солдат батальйону «Айдар», учасник російсько-української війни.
- Богдан Яків Іванович — старший лейтенант Червоної армії. У бою закрив собою амбразуру ворожого дзота.